# 清渓高架道路
清渓高架道路（チョンゲこうかどうろ）は大韓民国ソウル特別市中区忠武路2街60-3番地から東大門区龍頭洞34番地にかけて、かつて存在した高架道路である。

## 概要
1950年代中盤、清渓川は戦争を経験し、スラム地域となっていた。それらの問題を解決するべく行われたのが、清渓川覆蓋事業であった。
清渓川の覆蓋事業そのものは日本統治時代から始まっていたが、独立を経て休戦後の1955年に開始し、1958年から本格的に覆蓋され始めた。1958年5月から1961年12月に広橋（クァンキョ）から清渓6街（東大門野球場付近）まで、1965年から1967年にかけては清渓6街から清渓8街（新設洞）まで、1970年から1977年にかけては清渓8街から新踏鉄橋まで覆蓋された。そして覆蓋された道路の上に清渓川高架道路が建設された。
清渓川周辺に乱立していたアバラ屋は取り払われて、アパートや商店街が建設された。一方清渓川覆蓋で周辺に住んだ多くの人々は奉天洞・新林洞・上渓洞などに強制移住させられた。
中区広橋から東大門区龍頭洞に至る長さ5-6km、幅16mの清渓高架道路は1967年8月15日に着工し、1971年8月15日完工した。この高架道路は、韓国初の本格的高架道路である。清渓高架道路の下の道路は清渓川路と呼ばれ、交通を分散させるのに一定の効果があった。しかし周囲には洋服や電気部品の問屋街が多く、荷物の上げ下ろしの駐車車両が清渓川路にあふれ、深刻な交通渋滞を引き起こすこととなった。
清渓高架道路は2000年代に入るとその老朽化問題が取りざたされるようになった。2002年7月より大型車の進入が禁止され、2003年6月30日午後12時をもって車両の通行が禁止となり閉鎖された。その後すぐに清渓高架道路の撤去作業が始まり、2005年9月に清渓川が復元された。
都市景観の問題と絡めて東京の日本橋上の首都高速と対比されることがあるが、日本橋川上の首都高速は道路を廃止するのではなく地下移設が計画されている点で異なる。